# Хмелівка (Білоцерківський район)
Хмелі́вка — село в Україні, у Тетіївській міській громаді Білоцерківського району Київської області. Розташоване за 24 км на південний схід від міста Тетіїв. Населення становить 341 особа (станом на 1 липня 2021 р.).

## Історія
З 1795 по 1923 року село входило до складу Липовецького повіту Київської губернії.
1900 року у селі Хмелівка, Лукашівської волості Липовецького повіту, налічувалося 264 двори, мешкало 1357 осіб. У селі були: церква, школа, кузня, соломорізка та вітряк.
До 22 травня 1957 року село входило до складу Оратівського району Вінницької області.

## Цікаві факти
- Найвіддаленіше від Києва село Київської області — відстань від межі Києва до межі Хмелівки автошляхами — 166 кілометрів.
- Єдине село колишнього Липовецького повіту, що перебуває в межах Київської області.

## Галерея

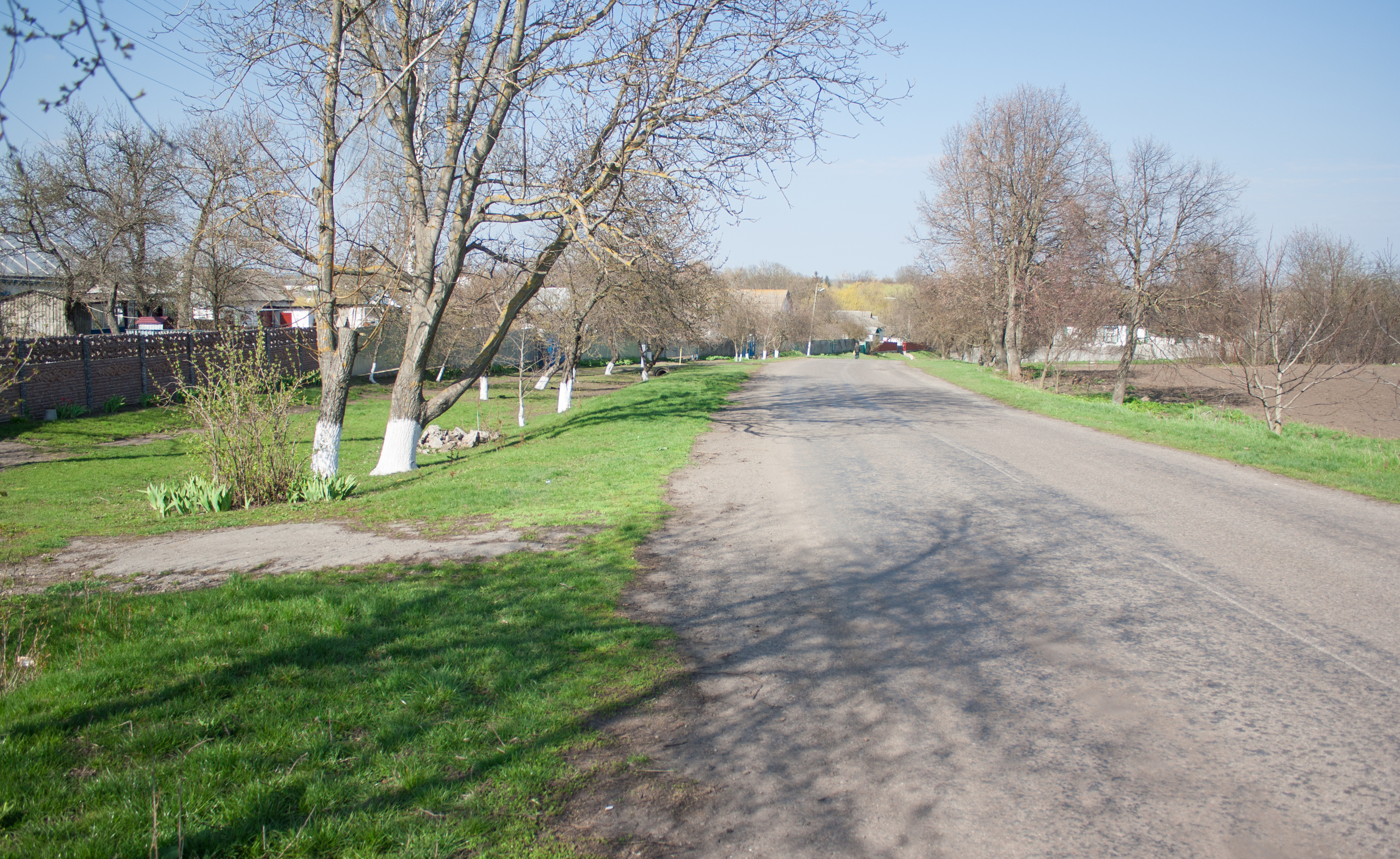
Вулиця Центральна
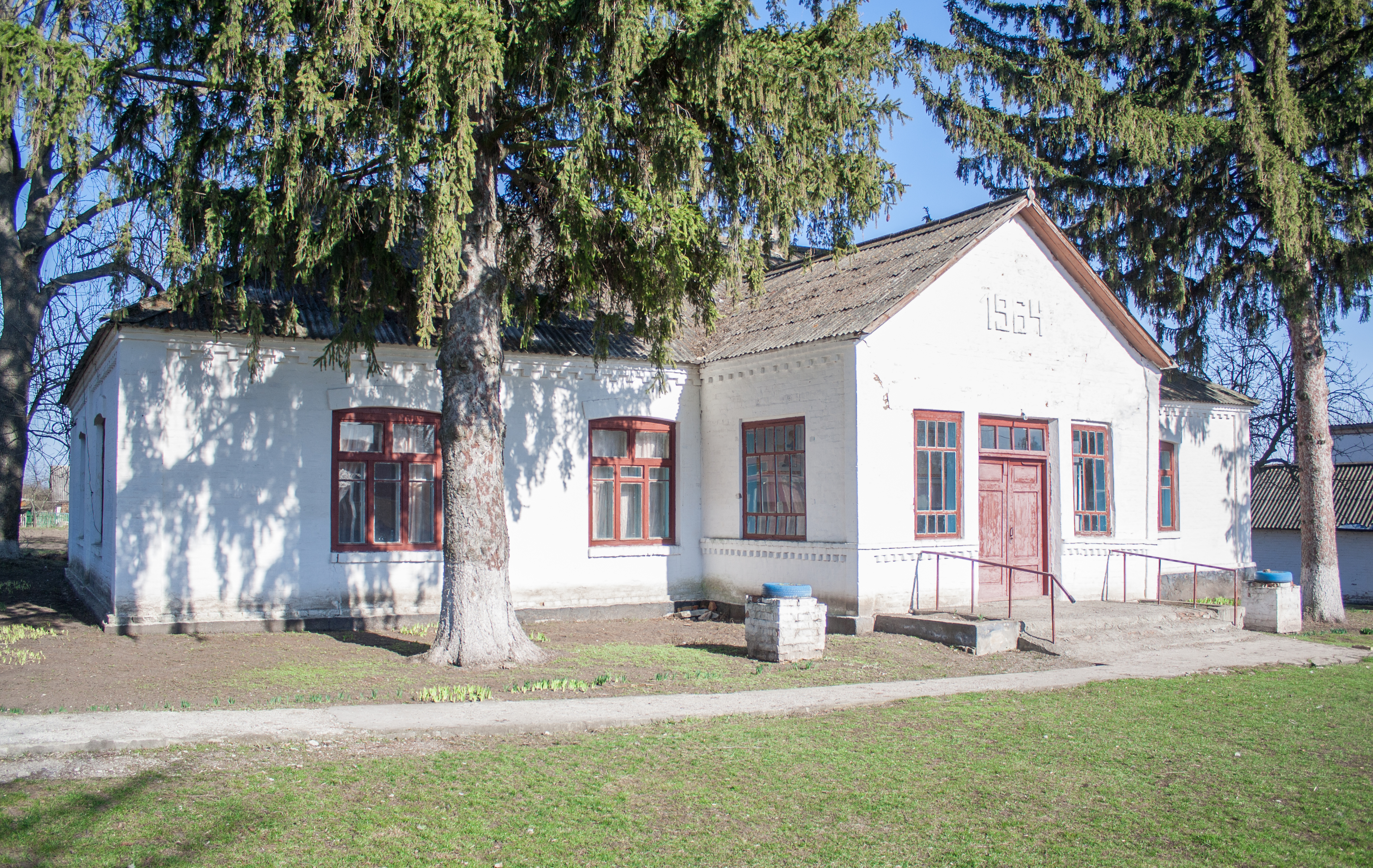
Будинок культури
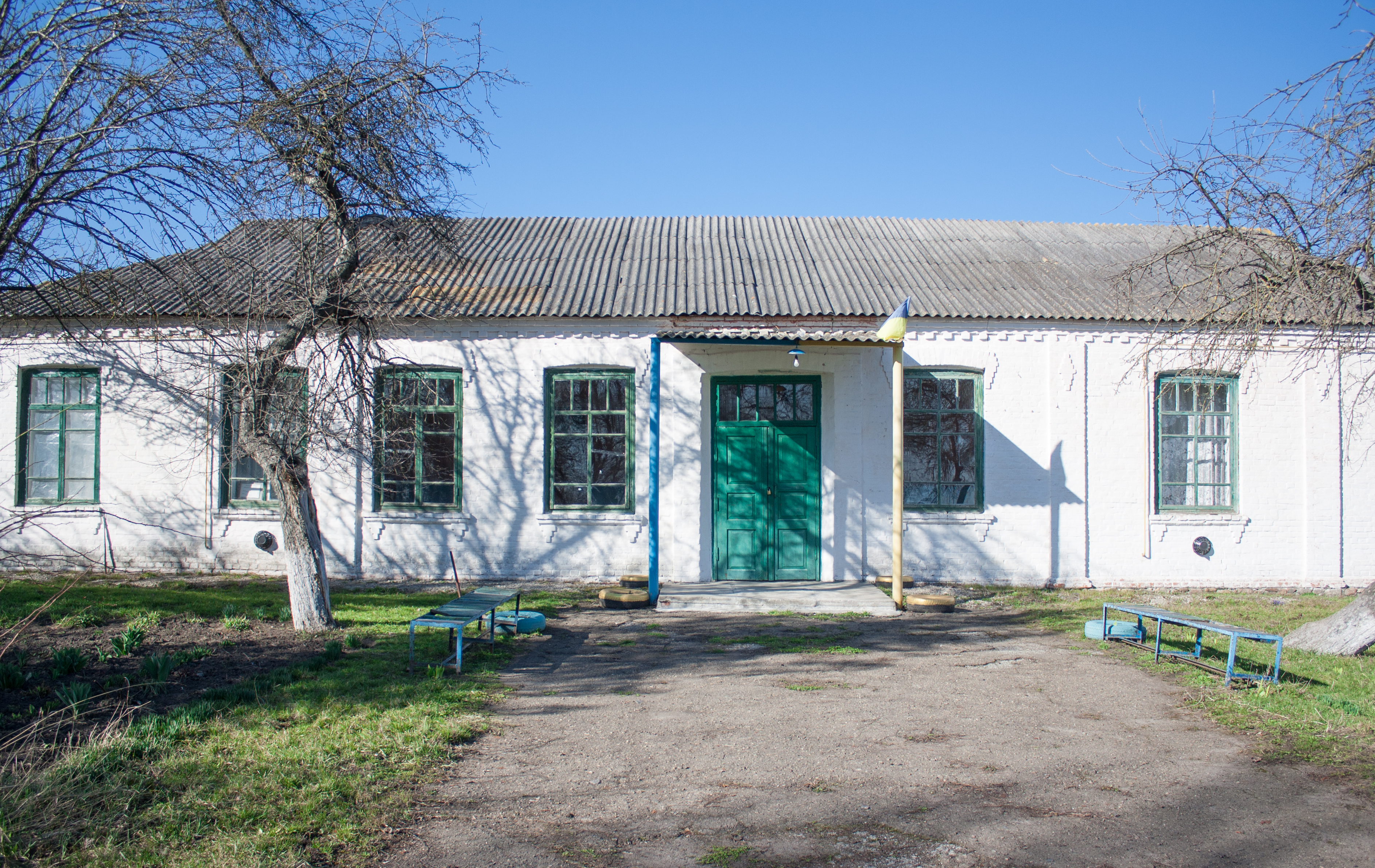
Колишня школа
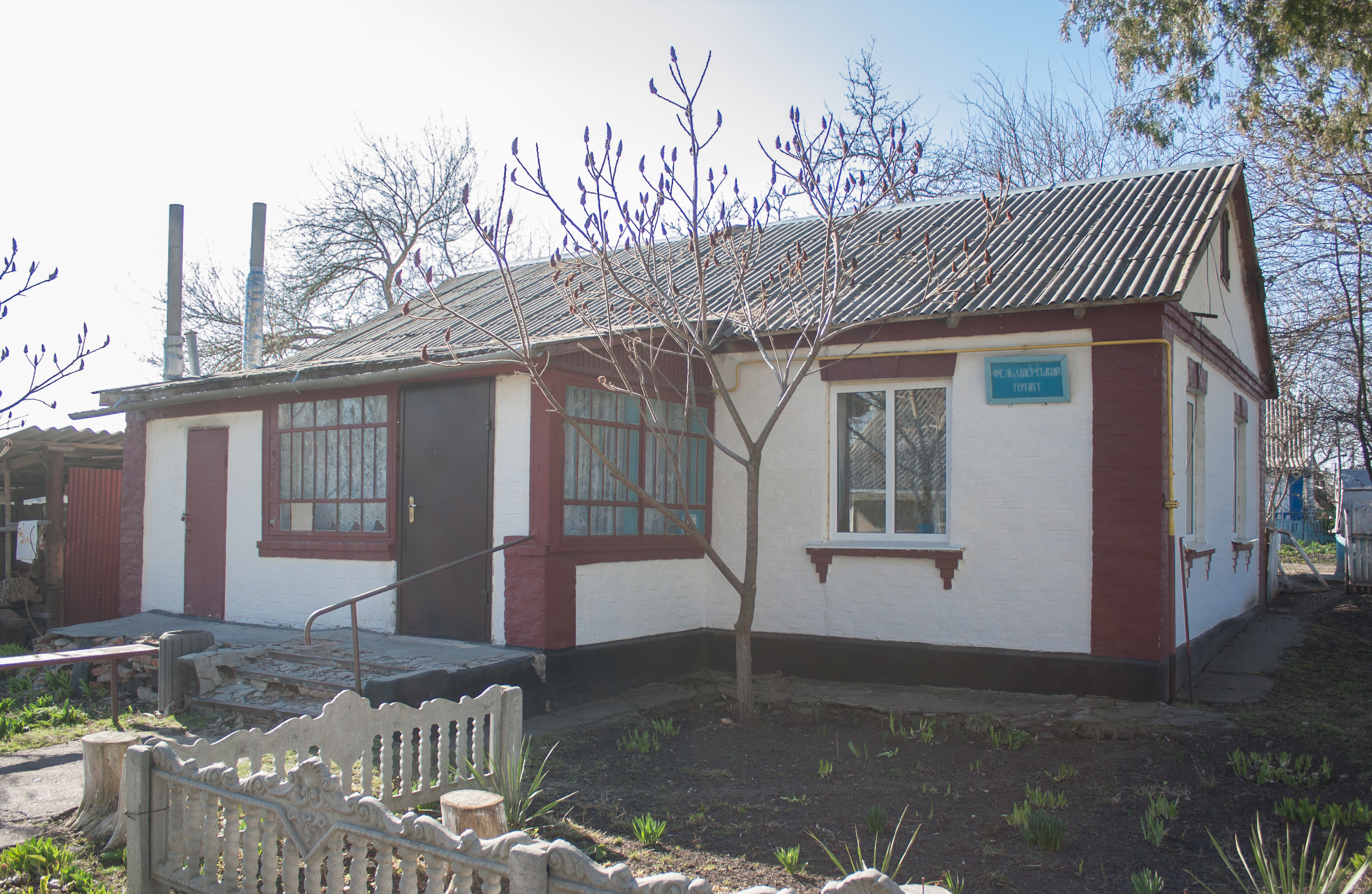
Фельдшерський пункт
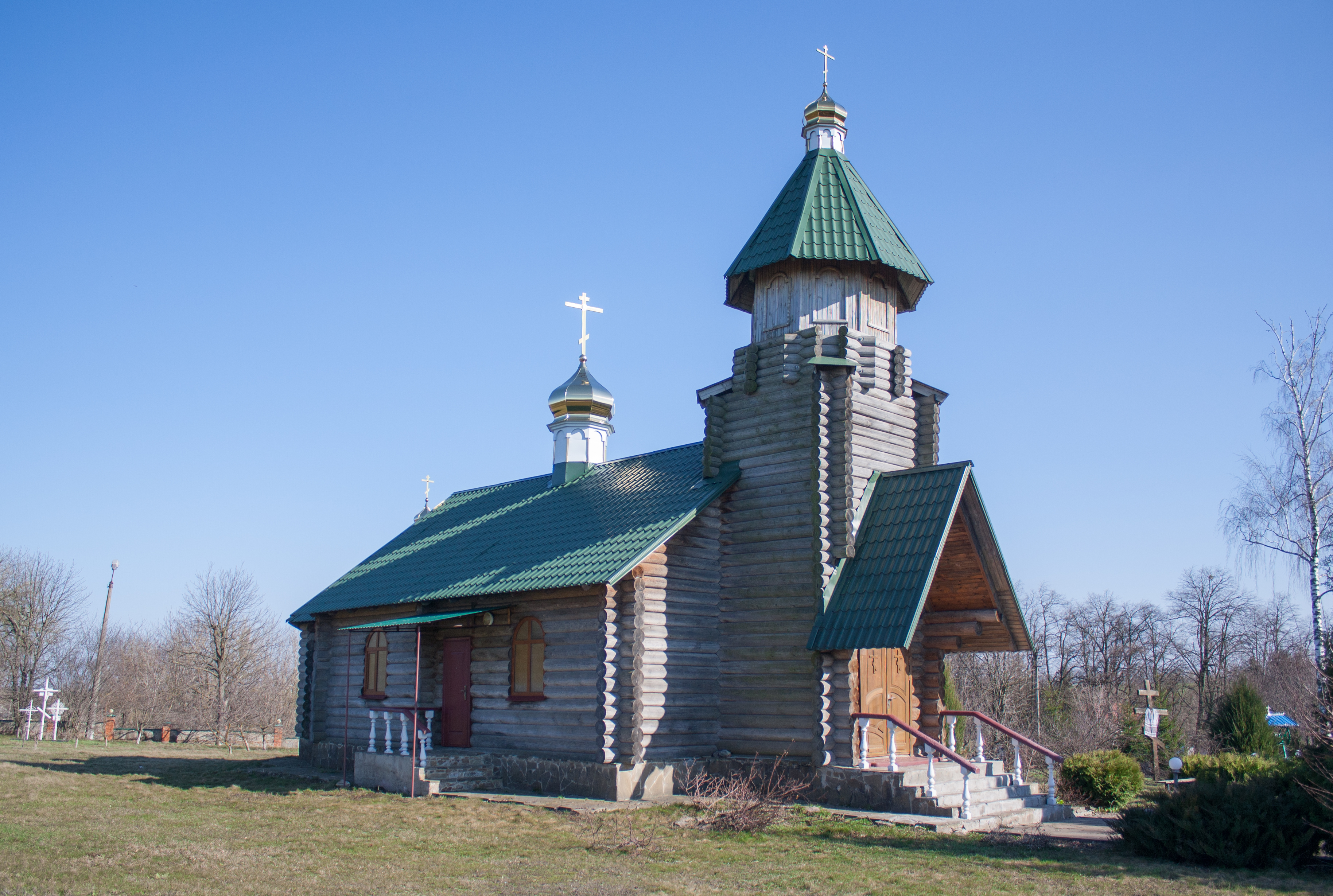
Свято-Покровська церква
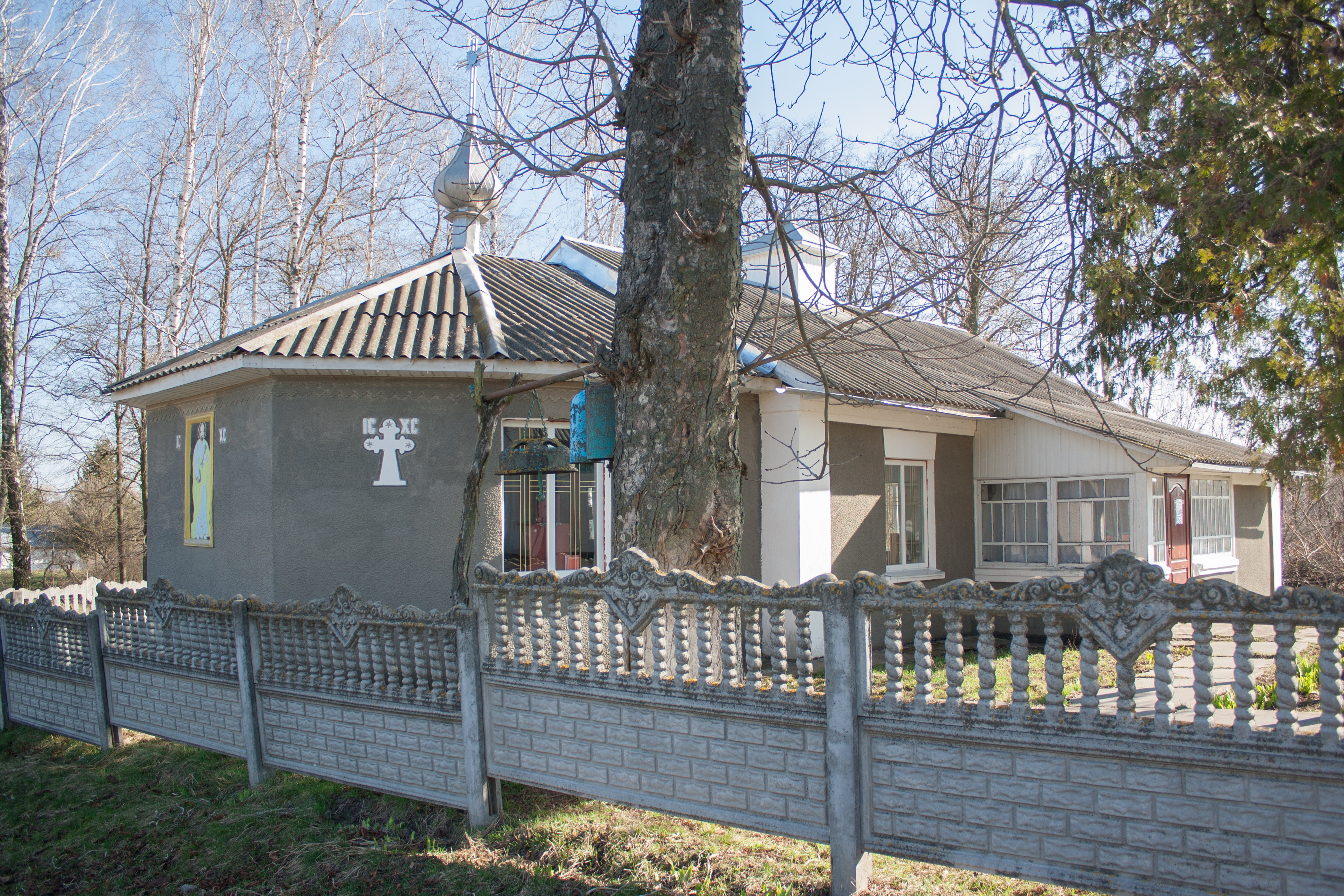
Церква
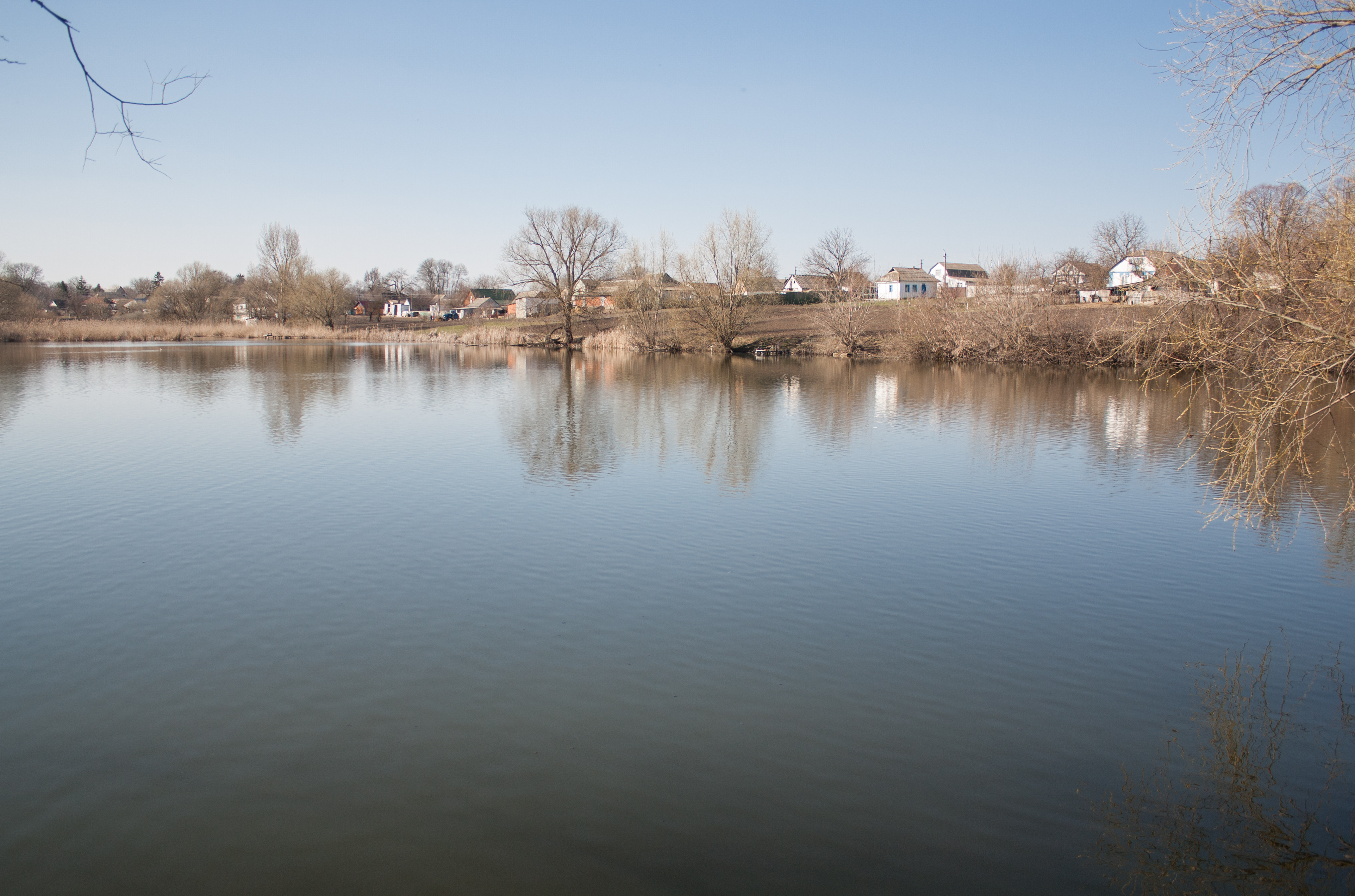
Ставок
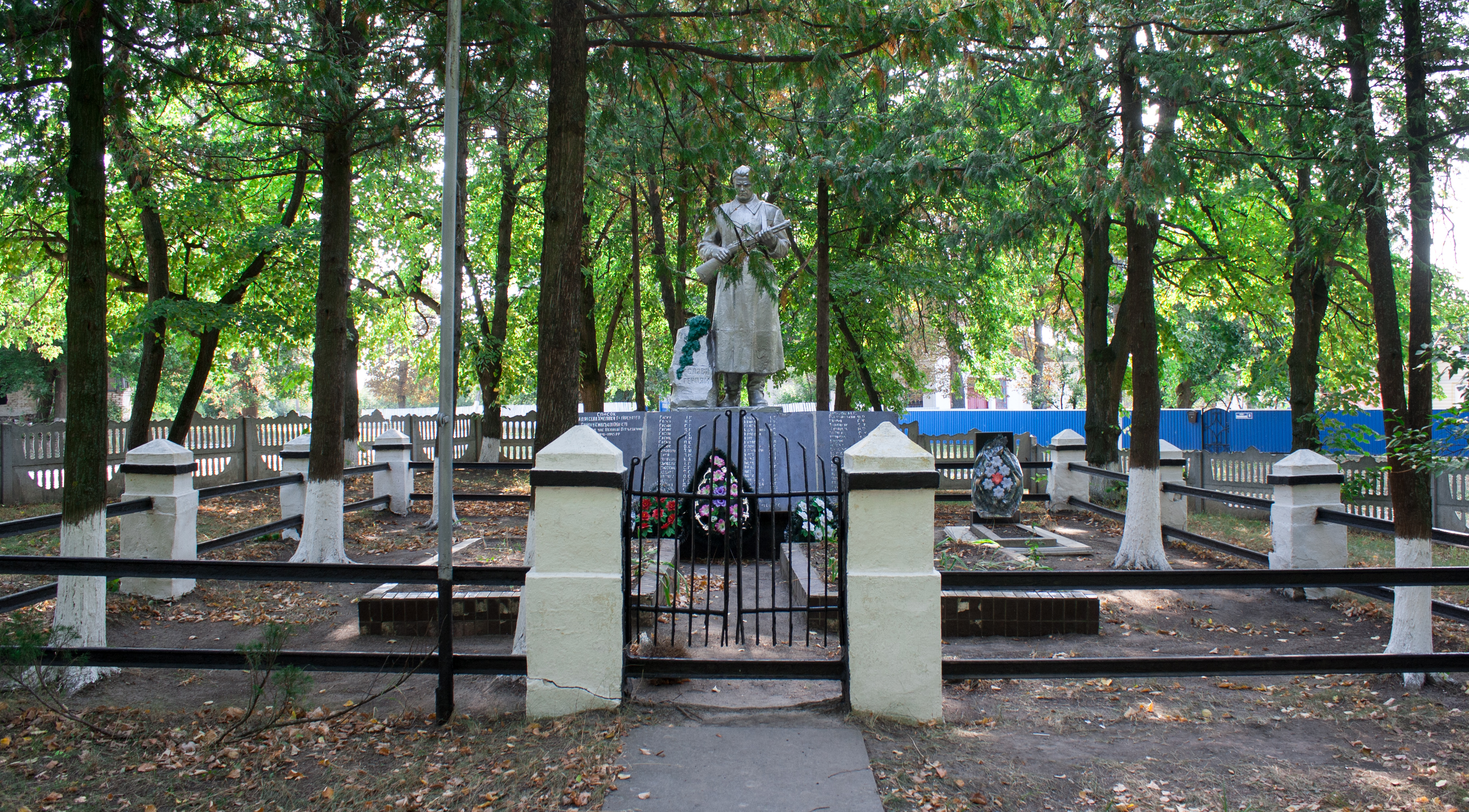
Пам'ятник воїнам-односельцям
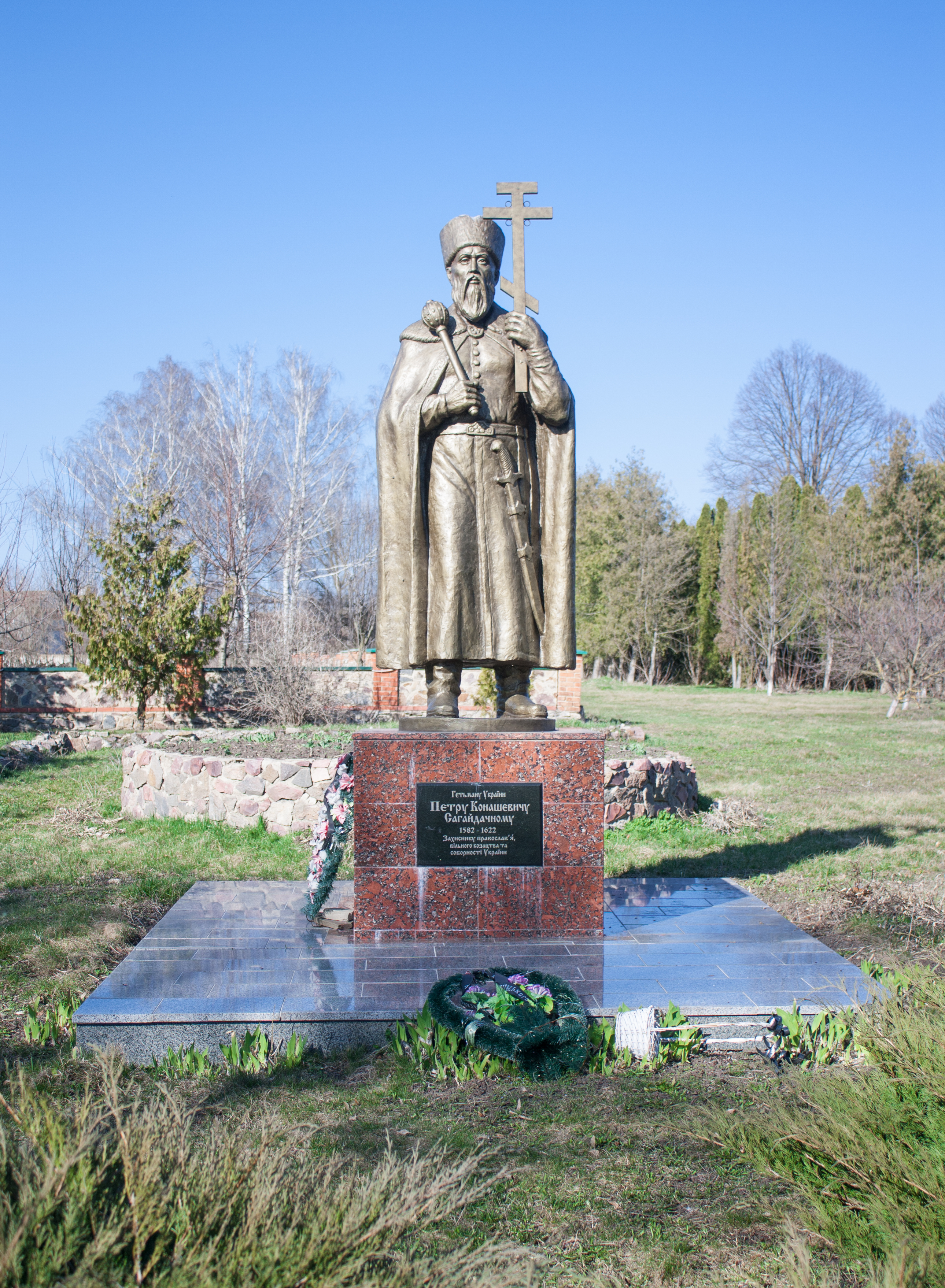
Пам'ятник гетьману Сагайдачному